# Thousand Miles
«Thousand Miles» (en español: "Miles de Millas") es una canción del cantante australiano The Kid Laroi. Fue lanzada a través de Columbia Records el 22 de abril de 2022. La canción estuvo escrita por Laroi, Andrew Watt, Louis Bell, y Billy Walsh.

## Antecedentes y promoción
Varios fragmentos de la pista habían sido publicados alrededor de 2021, pero no fue hasta el año siguiente donde se hizo su lanzamiento debido. Laroi se burló y eliminó las letras, y las interpretó en varias de sus presentaciones en vivo. Una versión de la canción se filtró completamente el 1 de abril de 2022. El 13 de abril de 2022, se anunció la fecha de lanzamiento con un enlace para pre-ordenar el sencillo. Posteriormente, el artista publicó un vídeo en su cuenta de TikTok  de él reproduciendo una parte de la canción, animando a sus seguidores para que compartieran su "último error" mientras enseñaba fotos del mánager Scooter Braun. El clip consiguió 50.000 me gusta a dos horas de su publicación. El 19 de abril de 2022, Laroi posteó en sus redes sociales un tráiler de seis segundos de él sentando en un banco con un helado antes de que un piano inesperadamente caiga encima de él. El vídeo entonces corta a negro y muestra el título del sencillo y la fecha de estreno.

## Vídeo musical
El vídeo musical tuvo su estreno en el canal oficial de Laroi en YouTube el 22 de abril de 2022, el mismo día que se lanzó la canción. El video fue dirigido por Christian Breslauer, quién también ha dirigido vídeos para Charlie Puth y Lil Nas X. Cuenta con la aparición de la influencer de TikTok Katarina Deme, la novia del intérprete.
Empieza con Deme como una barista con Laroi comprando un café. El resto del vídeo describe Laroi, vestido de blanco, siendo torturado varias veces por su "versión malvada", vestido de rojo. Finalmente, Laroi consigue ser atropellado por un tren, para terminar en una cirugía realizada por sí mismo. Para terminar robándose a su novia la cual empuja al Laroi vendado en una silla de ruedas e irónicamente consigue ser atropellado otra vez, pero esta vez por una ambulancia.

## Créditos y personal
Créditos adaptados de Tidal.
- The Kid Laroi – vocales, compositor
- Andrew Watt – producción, compositor, guitarra
- Louis Bell – producción, compositor, teclados, programación, ingeniero vocal
- Billy Walsh – compositor
- Anthony Vilchis – asistente de ingeniero
- Trey Estación – asistente de ingeniero
- Zach Pereyra – asistente de ingeniero
- Paul Lamalfa – ingeniero
- Randy Merrill – ingeniero de masterización
- Manny Marroquin – ingeniero de mezcla

## Posicionamientos en las listas
| Listas (2022)                                | Máxima posición |
| -------------------------------------------- | --------------- |
| Alemania (Offizielle Deutsche Charts)        | 71              |
| Australia (ARIA)                             | 4               |
| Canadá (Canadian Hot 100)                    | 11              |
| Dinamarca (Tracklisten)                      | 19              |
| Eslovaquia (Singles Digitál Top 100)         | 61              |
| Estados Unidos (Billboard Hot 100)           | 15              |
| Estados Unidos Adult Top 40 (Billboard)      | 28              |
| Estados Unidos Mainstream Top 40 (Billboard) | 39              |
| Francia (SNEP)                               | 172             |
| Global 200 (Billboard)                       | 14              |
| Islandia (Plötutíðindi)                      | 16              |
| Irlanda (IRMA)                               | 19              |
| Lituania (AGATA)                             | 47              |
| Noruega (VG-lista)                           | 13              |
| Nueva Zelanda (Recorded Music NZ)            | 6               |
| Países Bajos (Dutch Top 40)                  | 33              |
| Países Bajos (Mega Single Top 100)           | 40              |
| Reino Unido (UK Singles Chart)               | 21              |
| República Checa (Rádio Top 100)              | 80              |
| Suecia (Sverigetopplistan)                   | 14              |
| Suiza (Schweizer Hitparade)                  | 35              |

## Historial de lanzamiento
| Región         | Fecha               | Formato(s)                  | Discografía | Ref.   |
| -------------- | ------------------- | --------------------------- | ----------- | ------ |
| Varios         | 22 de abril de 2022 | Descarga digital, streaming | Columbia    | [ 1 ]  |
| Estados Unidos | 2 de mayo de 2022   | Adult contemporany radio    | Columbia    | [ 33 ] |
| Estados Unidos | 3 de mayo de 2022   | Contemporary hit radio      | Columbia    | [ 34 ] |